# Monti del Cumberland
I monti del Cumberland, (in inglese Cumbrian Mountains), sono una catena montuosa nell'Inghilterra nord-occidentale.

## Descrizione
La catena montuosa è compresa nelle contee del Cumberland, del Westmorland e del Lancashire, tra il mar d'Irlanda e la valle del fiume Eden.
Questo complesso naturale è una delle maggiori attrattive turistiche del Lake District.
La pianura dell'Eden e la pianura che costeggia il Solway Firth sono fertili zone agricole mentre l'allevamento si pratica in maniera minore. Lungo la costa, sul mar d'Irlanda, è presente un bacino carbonifero sfruttato da varie industrie metallurgiche. Attualmente si estrae carbone anche dal fondo del mare.
Raggiunge un'altezza massima di 978 metri nello Scafell Pike. I monti del Cumberland sono originati da un antico massiccio probabilmente nato nel corso dell'era terziaria. Da esso scendono diversi fiumi e sono presenti diverse valli, nate dai ghiacciai del quaternario, che hanno originato diversi laghi, i quali formano il cosiddetto Lake District.